# Arqueoastronomia

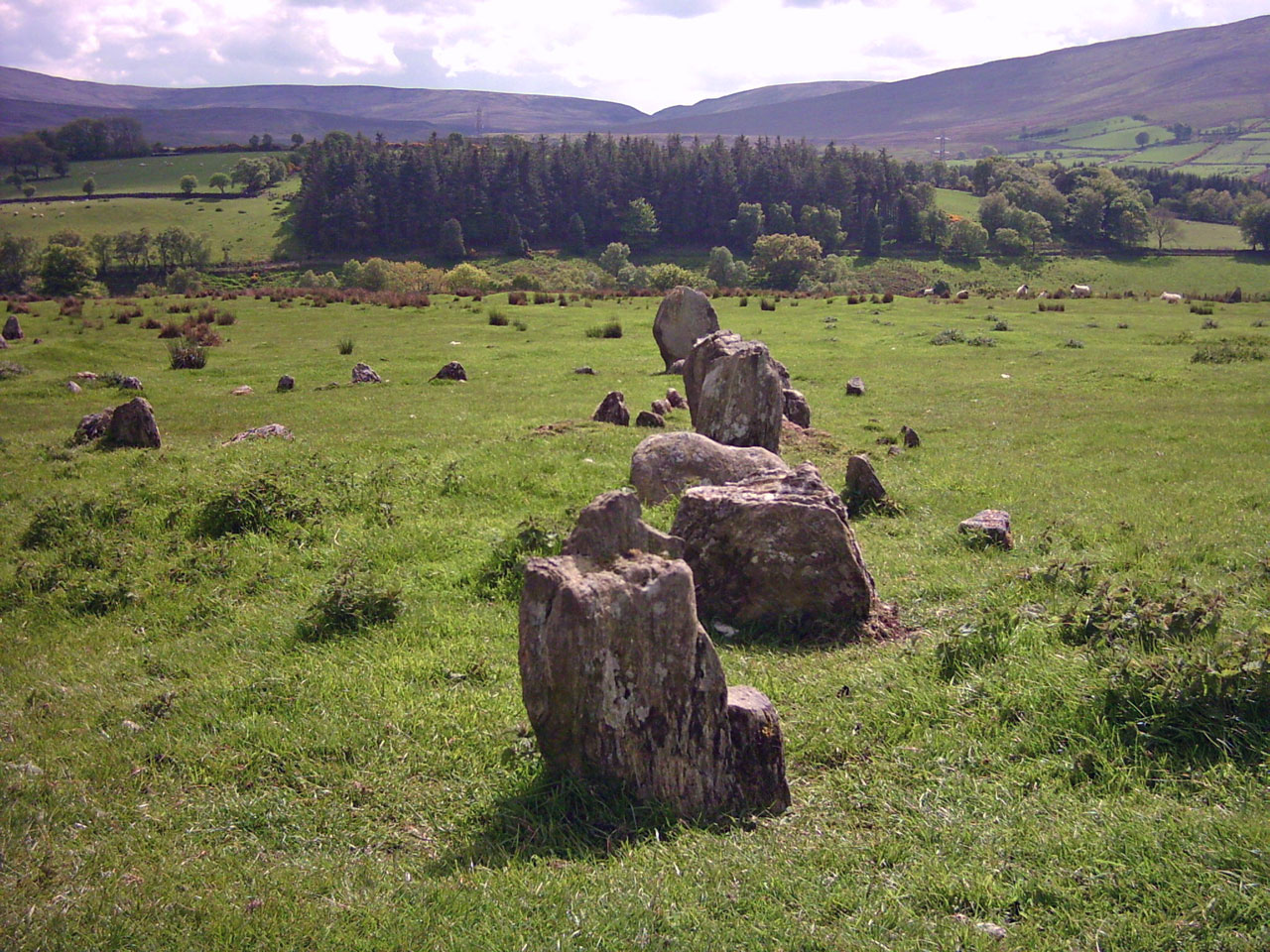
Alinhamento de rochas na Irlanda, uma tentativa em encontrar padrões estatísticos nos astros

Arqueoastronomia é o estudo da astronomia praticada por povos pré-históricos, por meio dos seus monumentos construídos pela observação dos astros que deu início à organização dos ciclos e contagem do tempo. Estuda os sítios arqueológicos onde existem construções de interesse da astrologia que foram posicionados usando-se conhecimentos de astronomia entre eles Stonehenge e a posição de algumas esculturas de barro como as pirâmides.